# Hangar

Diagrama de un hangar

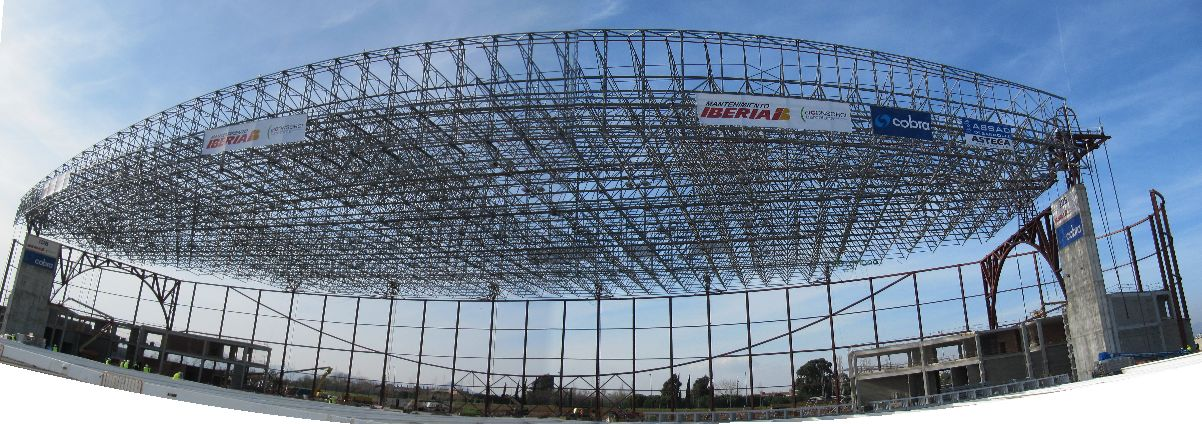
Estructura de hangar de Iberia de 155m de luz

El hangar es un lugar utilizado para guardar y mantener tanto aeronaves como dirigibles, generalmente de grandes dimensiones y situado en los aeropuertos.
También se denomina hangar, en los portaaviones, al lugar en el que, con similar fin, pernoctan y se arman los aviones. Este puede estar blindado, para protegerse de los ataques aéreos, o puede prescindirse de él para ganar espacio, como fue el caso de los portaaviones japoneses, siendo estos más vulnerables a los ataques aéreos. En todo caso es una parte altamente funcional de los portaaviones, ya que es donde se hace el mantenimiento de las aeronaves.
Las estructuras para hangares tienen que disponer de amplias entradas para las aeronaves, a mayores aviones, mayor apertura en la zona aire (zona de apertura de puertas). Por ello, son estructuras realizadas por especialistas, tanto desde el punto de vista estructural, como desde el punto de vista de instalaciones. Por ejemplo, las puertas para hangares forman un mundo aparte de las puertas convencionales, teniendo que permitir su funcionamiento admitiendo las deformaciones de la estructura, pueden ser de apertura vertical con lonas y horizontal con placas metálicas.
Se pueden clasificar los hangares por la distancia que se deja para la entrada de aviones, esto es, la anchura de la zona aire que queda sin pilares:[cita requerida]
| Tamaño | Entrada Libre |
| ------ | ------------- |
| S      | Menos de 30 m |
| M      | 30 - 60 m     |
| L      | 60 - 90 m     |
| XL     | 90 - 120 m    |
| XXL    | Más de 120m   |

Los hangares XXL permiten la entrada de los aviones más grandes del mundo, además de poder cobijar en sus instalaciones mayor cantidad de aviones más pequeños. En cuanto al tamaño, es importante destacar que la altura de cola guarda relación con la envergadura de las aeronaves con lo que los grandes aviones, además de necesitar recintos libres de pilares, requieren de una gran altura libre. En el caso de los aviones más grandes, esta altura libre puede llegar a ser de 30m.
Los hangares de mantenimiento suelen disponer de un conjunto de puentes grúa y/o de plataformas telescópicas capaces de recorrer toda la superficie del hangar. Estos elementos se instalan suspendiéndose de la estructura, transmitiendo la carga a la misma.
Los hangares, además de la estructura de grandes luces y de las grandes puertas, suelen llevar complejas instalaciones de protección contraincendios, acabados de superficie de suelo especiales, potentes sistemas de iluminación, etc.

## Hangares a bordo de barcos

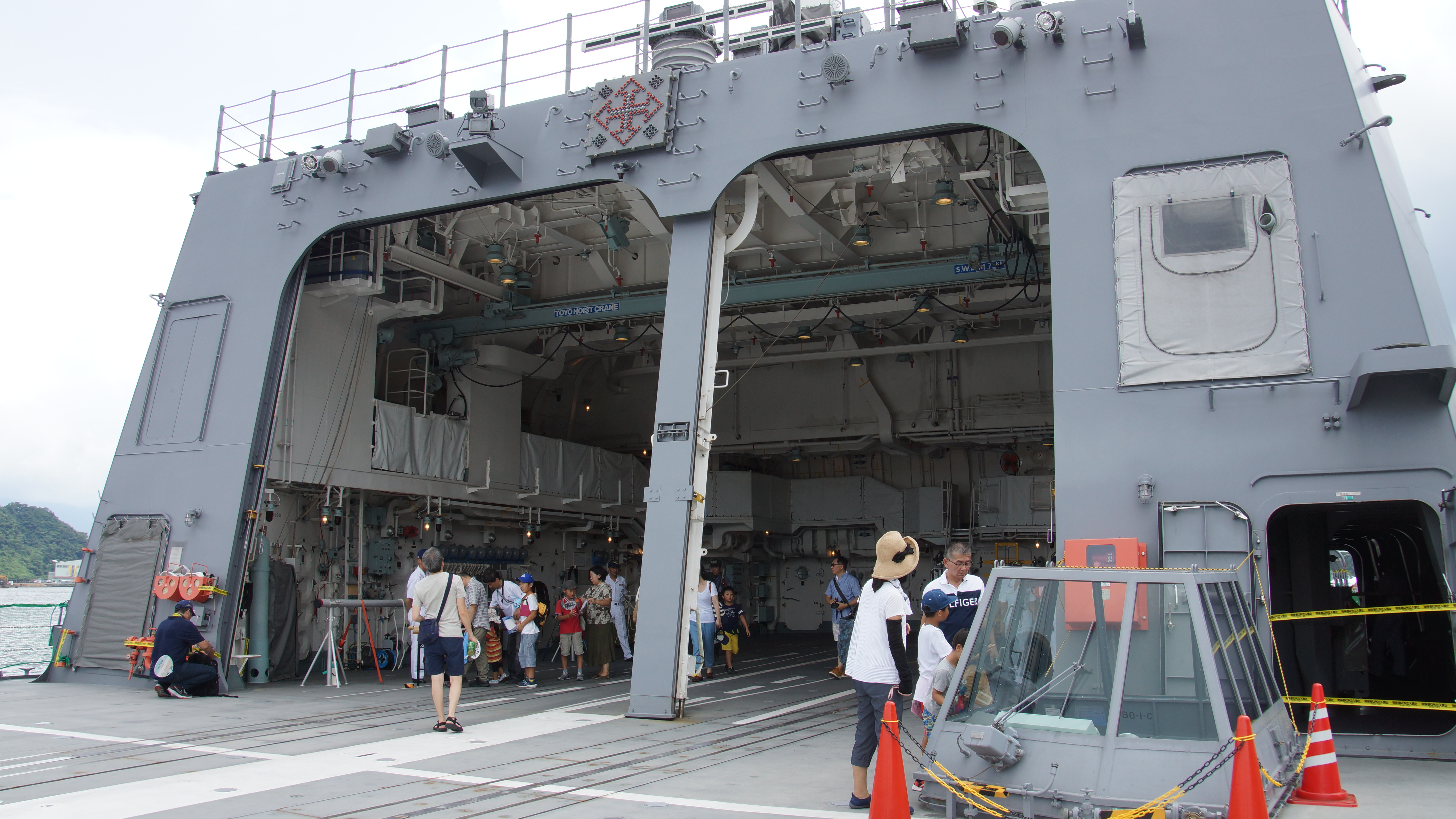
El hangar para helicópteros de un destructor de la clase Akizuki.

Muchos buques de guerra transportan aeronaves y tienen hangares para su almacenamiento y mantenimiento. Dichos hangares pueden estar situados junto a la cubierta de vuelo en cruceros, destructores, fragatas y corbetas, o bien pueden estar ocultos bajo la cubierta de vuelo y cuentan con elevadores para guardar las aeronaves a bordo de los portaaviones, los portahelicópteros y los buques de asalto anfibio.

## Imágenes

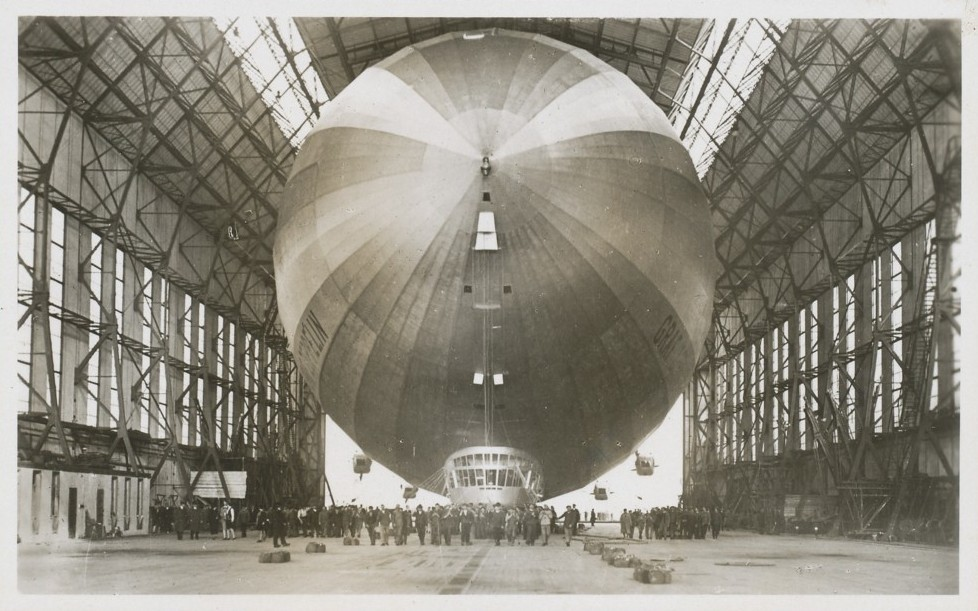
El Graf Zeppelin, en su hangar, en 1909.
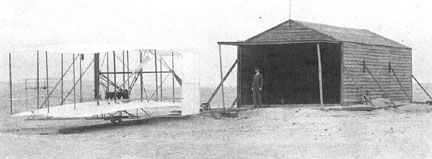
Hangar de los hermanos Wright.
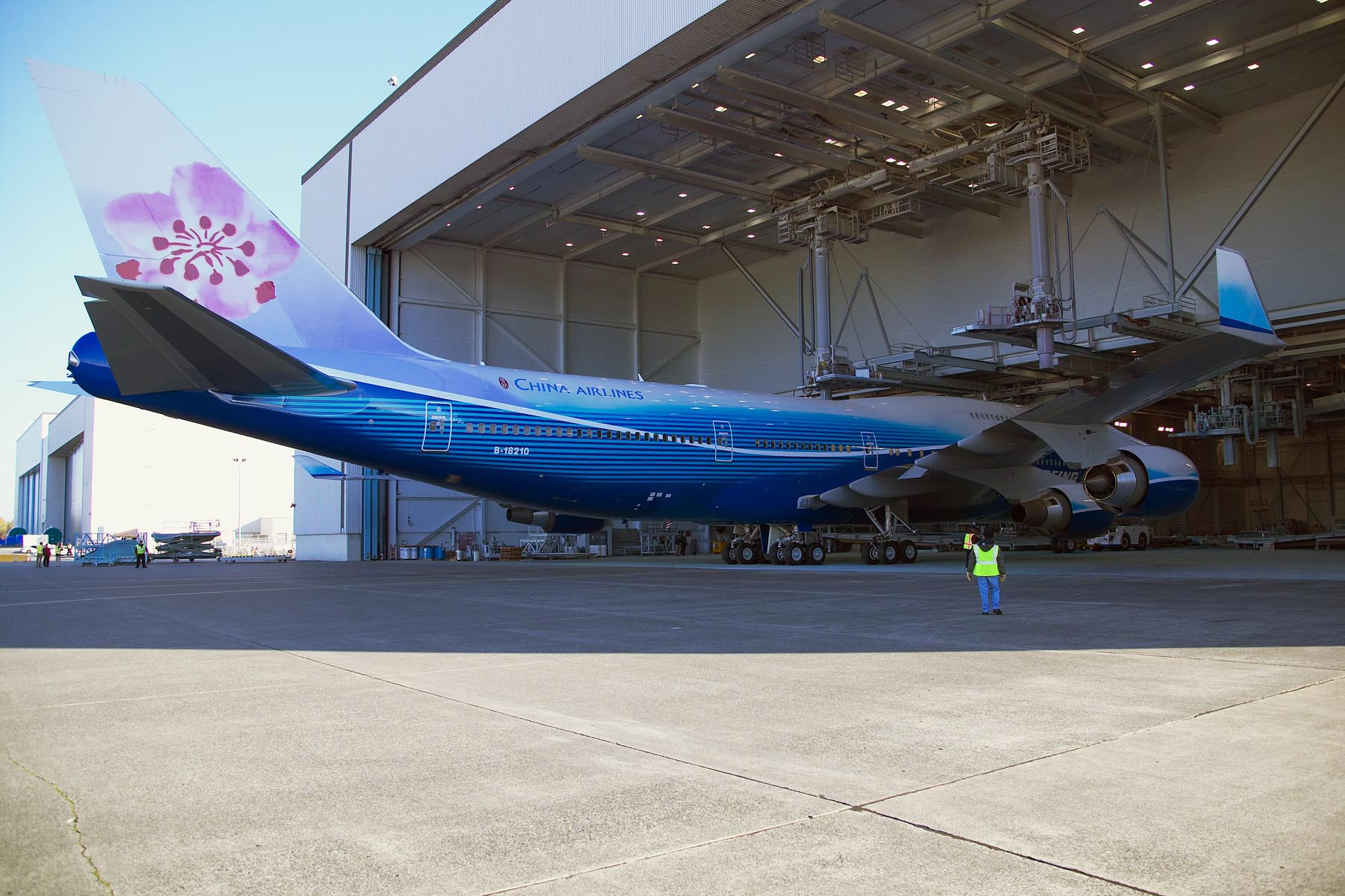
Hangar de mantenimiento de aviones Boeing 747 perteneciente a China Airlines.
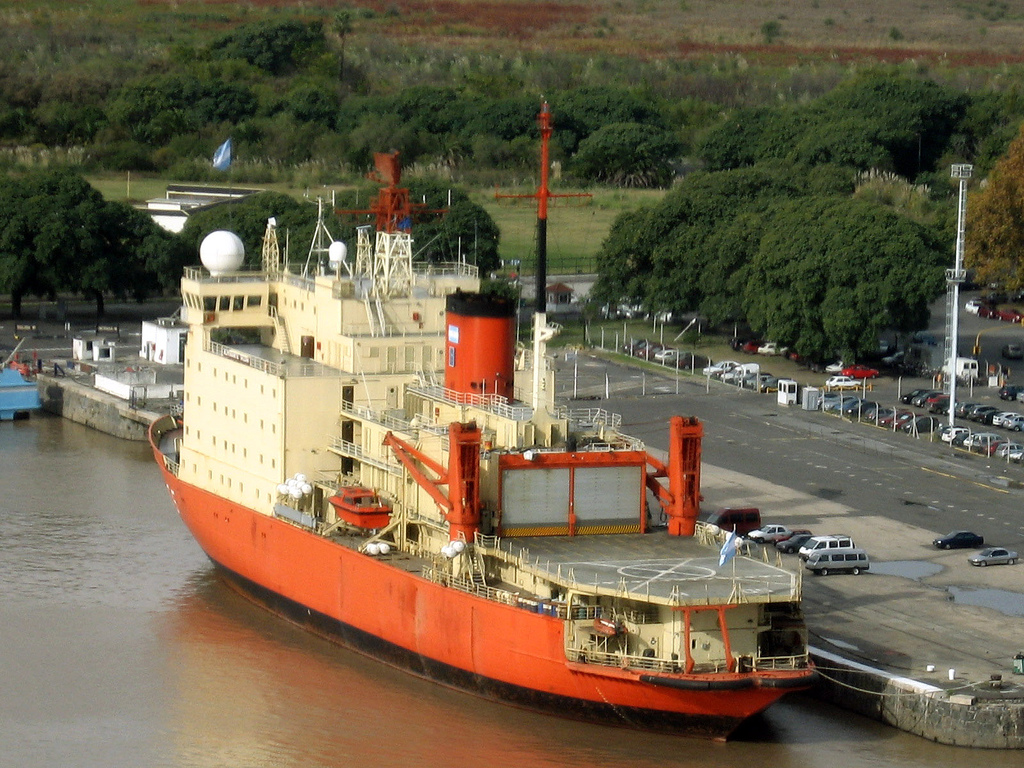
Vista de los hangares para helicópteros del rompehielos argentino ARA Almirante Irizar.
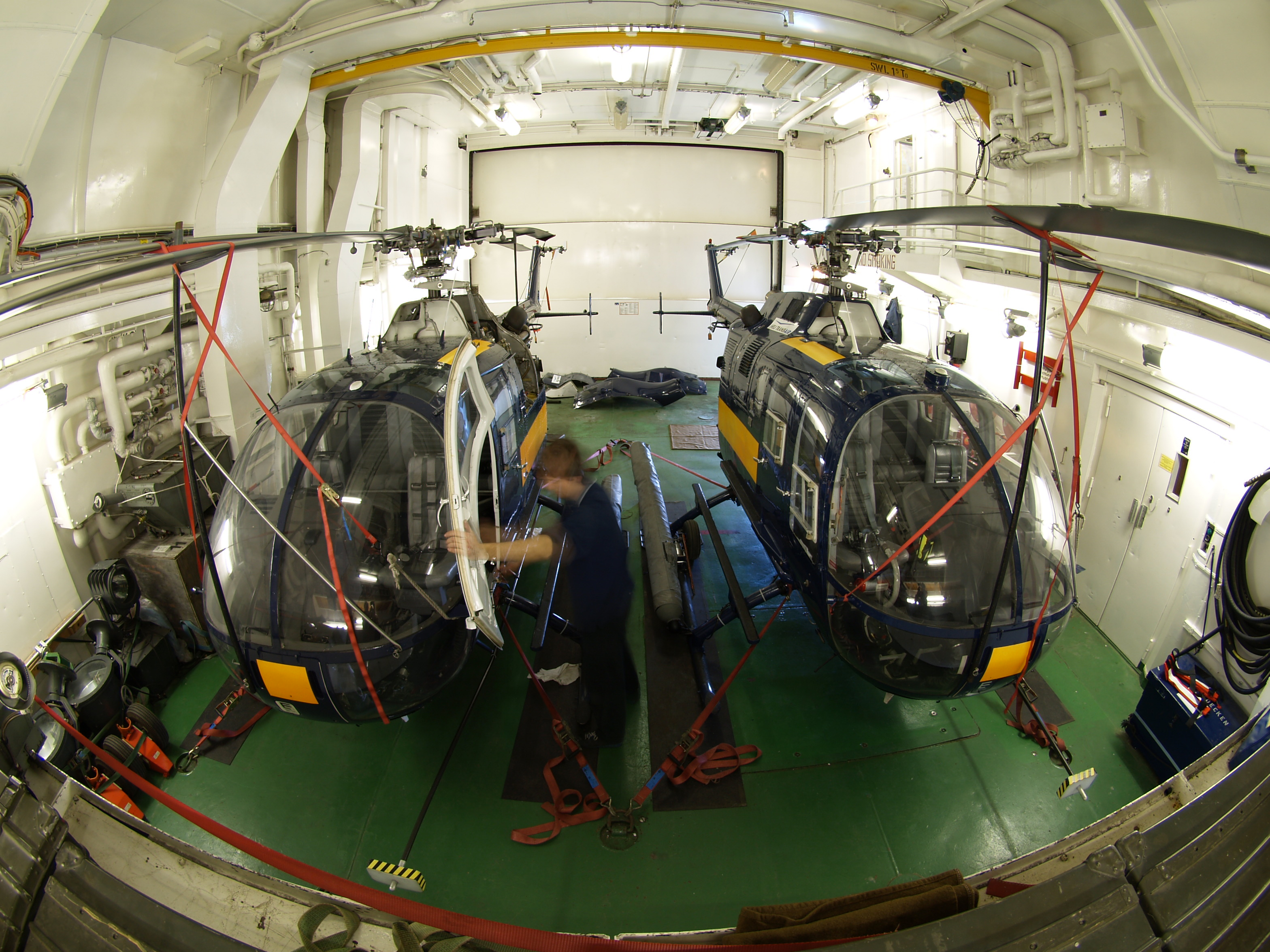
Interior del hangar para helicópteros del buque de investigación oceanográfica alemán Polarstern.
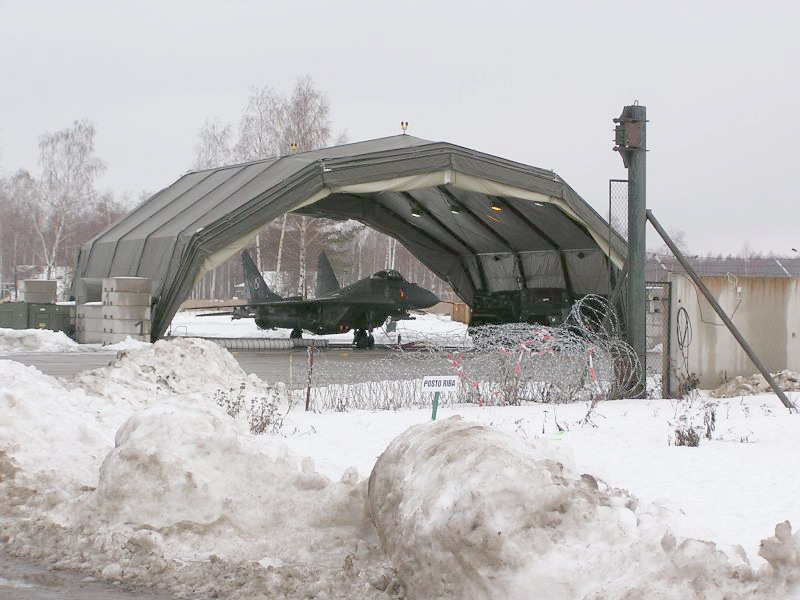
Hangar militar en Polonia
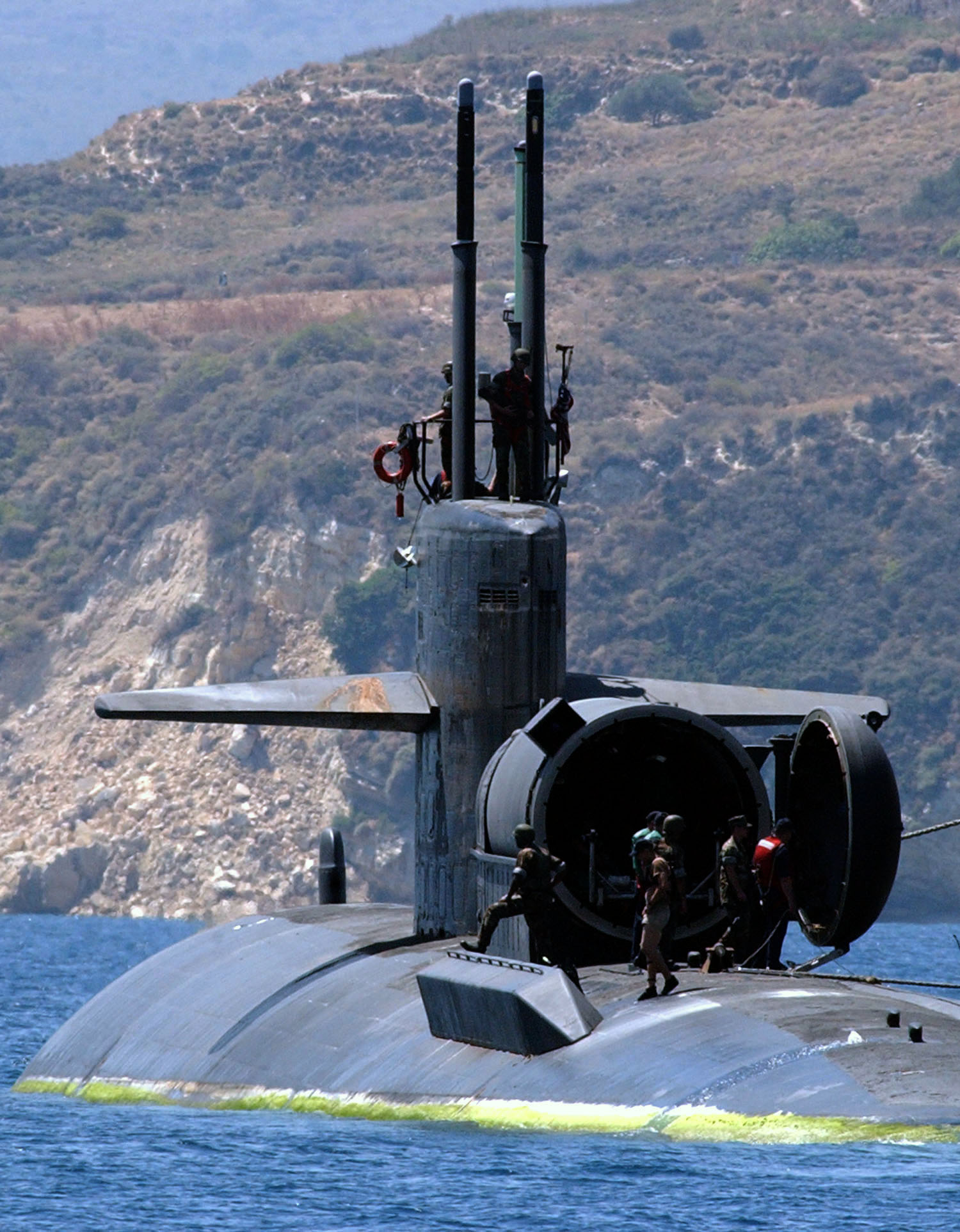
Hangar de cubierta del submarino USS Dallas.